# Château d'Eltz
Le château d'Eltz (Burg Eltz) est un château médiéval niché dans les collines bordant la vallée de la Moselle, en Allemagne (arrondissement de Mayen-Coblence). Il est construit sur un promontoire rocheux surplombant la rivière Elzbach, dans le massif de l'Eifel.
La première référence historique est un acte de donation du domaine en 1157, de Frédéric Barberousse à Rudolf zu Eltz. Depuis cette époque, le château a subi de nombreuses modifications, mais il n'a jamais été détruit et reste la propriété de la même famille, pendant 33 générations. Dès le Moyen Âge, trois héritiers se sont partagé le domaine. Chaque lignée a ensuite procédé à de nouvelles constructions, ce qui explique le foisonnement actuel de tourelles et de logis.
De nos jours, la visite du château permet de découvrir ses plafonds de bois, ses fresques murales et un mobilier cossu. Une salle à part est consacrée au trésor du château.

## Historique

### Importance stratégique
Il semble que l'intérêt stratégique de cet emplacement sur le cours inférieur de l'Elz (ou Eltz), affluent de la Moselle, ait été un facteur déterminant pour la construction de ce premier château-fort qui fut ainsi élevé tout près de la Moselle – de tout temps l'une des voies commerciales les plus importantes – et en un lieu d'où l'accès au fertile Maifeld était des plus faciles. L'emplacement permettait de surveiller sur deux côtés l'accès à la vallée de l'Eltz ainsi que la voie reliant le Maifeld à la Moselle. Le piton rocheux de forme elliptique, 70 m en son point le plus élevé, baigné sur trois côtés par les eaux de l'Eltz, forme les fondations de l'ensemble du château qui – obéissant aux données naturelles – est construit sur un plan ovale.

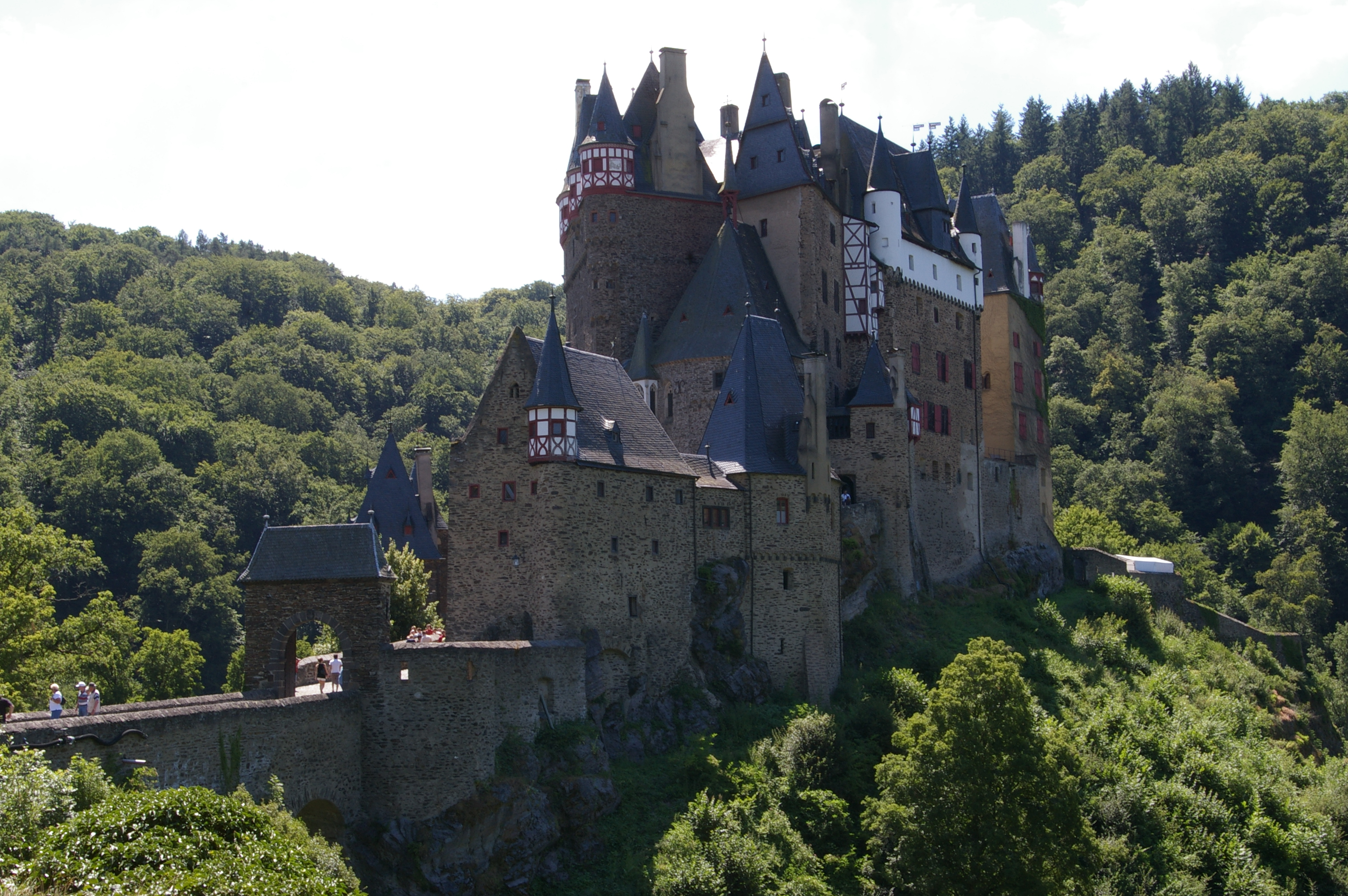
Vue extérieure

### Moyen Âge
Avant 1268, les frères Elias, Wilhelm et Theoderich procèdent à un ganerbinat, c'est-à-dire au partage du château et des domaines qui en dépendent. C'est alors qu'apparaissent trois lignées principales de la maison Eltz, lesquelles prennent le nom de leurs blasons Eltz du Lion d'Or, Eltz du Lion d'Argent et Eltz des Cornes de Buffle. Dès lors, le château d'Eltz fut, typologiquement, un château détenu par les cohéritiers, où vivaient ensemble plusieurs lignées de la maison d'Eltz dans une communauté d'héritage et d'habitat. Des «lettres de paix du château» assuraient une cohabitation paisible entre les cohéritiers, fixant leurs droits et leurs devoirs ainsi que les modalités d'administration et d'entretien du château. La plus ancienne de ces lettres, qui ait été conservée, date de l'année 1323. Les cohéritiers («Ganerben», en ancien allemand «ganarpeo») sont membres d'une communauté d'héritiers qui cohabitent sur un bien hérité divisé. La communauté « de pot et de rôt » n'était pas de règle. Les cohéritiers vivaient séparément sur la base du partage de l'usufruit.
Au XIVe siècle, le prince électeur de Trèves, Baudouin de Luxembourg, oncle de Charles IV, entreprit de consolider l'unité territoriale de son électorat autour des villes de Trèves, Coblence et Boppard. La noblesse immédiate libre s'opposa à la politique territoriale du prince électeur. C'est alors que, le 15 juin 1331, les communautés de cohéritiers des châteaux de Waldeck, de Schönecken, d'Ehrenburg (tous trois situés dans le Hunsrück) et d'Eltz conclurent une alliance défensive et offensive. Outre les garnisons de leurs châteaux, ils s'engageaient à lever contre le prince électeur au total 50 cavaliers lourdement armés. La même année, Baudouin entreprit d'écraser cette ligue de chevaliers et fit édifier sur un piton rocheux, devant le château d'Eltz, un château de siège, Trutzeltz ou Baldeneltz, un donjon de plan carré, à deux étages, abritant des appartements, avec - éléments caractéristiques des petites forteresses de Baudouin - chemin de ronde, entrée en ogive à double portail et lices sur trois côtés. De là, il fit bombarder le château d'Eltz au moyen de catapultes lançant des boulets du genre de ceux que l'on trouve encore aujourd'hui dans la cour intérieure du château. Les voies d'accès permettant l'approvisionnement du château étant coupées, les assiégés d'Eltz furent contraints de se rendre après un siège de deux ans. La capitulation des trois châteaux du Hunsrück fut obtenue par des moyens semblables. En 1333, les seigneurs d'Eltz demandèrent la paix. Le 9 janvier 1336, la Pax de Eltz, la « paix d'Eltz », fut conclue et la «guerre» d'Eltz prit fin. L'alliance défensive et offensive fut dissoute et le Trutzeltz resta aux mains du prince électeur Baudouin qui, en 1337, fit de Johann d'Eltz son burgrave héréditaire. En 1354, l'empereur Charles IV lui-même donna le château en fief au prince électeur Baudouin et confirma la donation à Boemund, son successeur. Ainsi, les seigneurs d'Eltz (chevaliers libres de noblesse immédiate d'origine dynastique) étaient-ils devenus des vassaux dépendant de l'électorat de Trèves et en étaient réduits à recevoir en fief le château d'Eltz, ainsi que Baldeneltz, de la main du prince électeur.
Dans toute l'histoire du château d'Eltz, cette guerre d'Eltz resta la seule affaire militaire importante.
Au XVe siècle, il s'ensuivit une période d'intense activité architecturale qui aboutit, en 1472, sous Lancelot et Wilhelm du Lion d'Argent, à l'achèvement de la maison Rübenach, sur le côté ouest (le nom Eltz-Rübenach vient du bailliage de Rübenach, près de Coblence, dont Richard du Lion d'Argent avait fait l'acquisition en 1277).
Dans la diversité architecturale qui frappe le visiteur dès son entrée dans la cour intérieure, on remarque tout particulièrement la façade de la maison Rübenach donnant sur cette cour : les tourelles en pans de bois et au plan polygonal, l'avant-corps en encorbellement, restauré, de ligne dépouillée et sévère, reposant sur deux colonnes de basalte et surmontant la porte d'entrée de la maison et, surtout, le charme du style fin du gothique de l'encorbellement abritant une chapelle.

### Renaissance
Au XVIe siècle, on ajouta les maisons Grossrodendorf et Kleinrodendorf dont la façade donnant sur la cour est ornée d'un porche voûté reposant sur trois piliers. La mosaïque à la Madone se trouvant juste à côté, insérée dans le mur extérieur, date du siècle dernier (le nom Eltz-Rodendorf remonte au mariage de Hans Adolf, en 1563, avec Catherine von Brandscheid zu Rodendorf, mariage qui lui apportait la seigneurie de Rodendorf (Château rouge), dans le bailliage de Bouzonville, en Lorraine, et dont il prit le nom). Après l'achèvement des maisons Rodendorf commence la construction des maisons Kempenich dont les façades donnant sur la cour intérieure contribuent au charme et au pittoresque de son aspect d'ensemble par leur composition architecturale et leur construction à pans de bois harmonieusement articulés. Le pied de la puissante tour-escalier de plan octogonal donnait accès à une citerne autrefois accessible de la cour et assurant une part importante de l'approvisionnement en eau.
L'entrée principale des maisons Kempenich est abritée par un porche portant, à l'étage supérieur, une salle en encorbellement soutenue par deux piliers octogonaux en basalte. Sur les arcs en plein cintre reliant les piliers, on trouve les inscriptions BORGTORN ELTZ 1604 et ELTZ-MERCY qui nous renseignent sur le début de la construction et sur les initiateurs de la construction de ces maisons. Mais les travaux ne prirent de l'ampleur et ne furent achevés que sous Hans Jacob von Eltz et son épouse Anna Elisa¬beth von Metzenhausen, fait commémoré par les clefs de la voûte en arête surmontant le porche (1651), clefs de voûte portant les armes d'Eltz et de Metzenhausen que l'on retrouve, sous forme de splendides armes d'alliance baroques, sculptées dans le grès, au-dessous de la fenêtre centrale de l'encorbellement datant de 1661. Ces mêmes armes ornent également les corbeilles de fenêtres en fer forgé, dans la salle du rez-de-chaussée de la maison Kempenich, ainsi qu'un blason sur la grille de la cour.

## Les Eltz
La lignée des von und zu Eltz a bien mérité des électorats de Mayence et de Trèves et elle a produit, en la personne de Jacob von Eltz (1510-1581), l'un des princes électeurs les plus importants dans l'histoire de l'archevêché de Trèves. Il fit ses études à Louvain, devint en 1564, entre autres, recteur de l'Université de Trèves, et fut élu prince électeur par le chapitre de la cathédrale réuni dans l'église Saint-Florin de Coblence, le 7 avril 1567. À l'encontre de bon nombre de ses prédécesseurs et d'autres princes ecclésiastiques, Jacob avait été consacré prêtre bien avant d'entrer en fonction. Il devint l'un des principaux chefs de la Contre-Réforme et fit de l'ordre des Jésuites son principal allié dans la poursuite de ses desseins.
Autre membre de la famille des Eltz ayant occupé des fonctions importantes dans l'électorat de Trèves, Hans Jacob von Eltz se vit confier par le prince électeur de Trèves, le 15 juin 1624, le maréchalat héréditaire et, ainsi, le commandement sur le corps des chevaliers et le commandement en chef en temps de guerre.
Les Eltz jouèrent un rôle de premier plan et eurent accès au pouvoir non seulement à Trèves mais aussi à Mayence. Le 9 juin 1732, Philipp Karl fut élu prince électeur à l'unanimité par le chapitre de la cathédrale de Mayence. Ces fonctions faisaient de lui le chef spirituel et le prince ecclésiastique le plus puissant au nord des Alpes. Premier personnage de l'Église allemande, il venait tout de suite après le pape par son rang. En qualité de grand chancelier de l'Empire, il présida la diète de Ratisbonne où il était le personnage le plus important après l'empereur. À Francfort, Philipp Karl appela les huit autres princes électeurs à émettre leur suffrage avant de donner lui-même sa voix, la neuvième décidant du vote.
Les propriétés de la maison des Eltz étaient très importantes, en particulier dans les électorats de Trèves et de Mayence. Les domaines des Eltz près de Coblence, Trèves, Boppard, Wurtzbourg, Mayence, Eltville, indiquent les points de concentration des intérêts des Eltz. En 1736, la famille fit l'acquisition, pour 175 000 florins rhénans, de la seigneurie de Vukovar, non loin de Belgrade. De loin la propriété la plus importante de la famille, cette seigneurie fut, du milieu du XIXe siècle jusqu'à l'expulsion violente de 1944, le domicile principal de la branche des Eltz du Lion d'Or qui, depuis la Seconde Guerre mondiale vit dans le Eltzer Hof à Eltville sur le Rhin (depuis le XVIe siècle, cette ligne principale de la maison Eltz porte également le nom Eltz-Kempenich).
En 1733, à Vienne, l'empereur Charles VI décerna à la ligne du Lion d'Or le titre de comte de l'Empire en raison des services rendus pendant l'époque troublée de la Réforme et dans les guerres contre les Turcs. En outre, il leur accordait le privilège d'anoblir au nom de l'empereur, de nommer des notaires, de légitimer les enfants naturels, d'accorder des armes avec écu et cimier, de nommer greffiers et juges, d'affranchir les serfs, etc.
Le château d'Eltz est l'un des rares burgs rhénans jamais détruits par la violence. Grâce à une diplomatie habile, pratiquée en particulier par la maison des Eltz-Bliescastel-Braunschweig, la seule ligne protestante, il fut possible de traverser sans dommage les troubles de la guerre de Trente Ans. Pendant la guerre de Succession du Palatinat (1688 - 1689), au cours de laquelle un grand nombre de burgs rhénans furent détruits, Johann-Anton von Eltz-Uettingen, officier des armées françaises, parvint à préserver le château d'Eltz de la destruction.
Lors de l'occupation des pays rhénans par les Français (1795 -1815), considéré comme émigrant, le comte Hugo Philipp se vit confisquer ses domaines sur le Rhin et dans l'électorat de Trèves. Lui-même s'entendait appeler « citoyen comte Eltz ». Le château d'Eltz, et toutes ses dépendances, fut placé sous la dépendance de la place de Coblence. Par la suite, il s'avéra toutefois que le comte Hugo Philipp n'avait pas émigré mais était resté à Mayence et, en 1797, il recouvra la jouissance de ses biens et de ses rentes. En 1815, ayant acquis la maison Rübenach et les propriétés foncières du baron d'Eltz-Rübenach, le comte Hugo Philipp devint le seul propriétaire du château. En effet, la ligne Eltz-Rodendorf s'étant éteinte en 1786, son héritage était déjà revenu aux Eltz-Kempenich.
Au XIXe siècle, enfin, dans le contexte du romantisme et de l'intérêt croissant pour le Moyen Âge, le comte Charles s'employa habilement à la restauration du château familial. Ces travaux se prolongèrent pendant une période allant de 1845 à 1888 environ et engloutirent 184 000 marks. Le comte Charles fit élaborer une Histoire des seigneurs et comtes d'Eltz par F. w. E. Roth, ouvrage publié en deux volumes, en 1890, à Mayence. Au XIXe siècle, après achèvement des travaux de restauration mais auparavant également, des personnalités de premier plan ont visité le château d'Eltz et rendu hommage aux efforts du comte Charles : nous mentionnerons seulement l'empereur Guillaume II et Victor Hugo.
Depuis 800 ans, le château d'Eltz est la propriété de la famille du même nom, l'actuel propriétaire du château étant le comte Jakob von und zu Eltz-Kempenich. Faust von Stromberg vit à Eltville sur le Rhin où la famille possède depuis le milieu du XVIIIe siècle une résidence et un vignoble de réputation internationale. Depuis cette époque, le château est habité par des administrateurs qui, selon les époques, ont porté des titres comme gouverneurs ou intendants du château.

## Le château actuel
La visite guidée du château permet de visiter la plupart des pièces principales .
La maison Rübenach : terminée en 1472 par Wihelm von Eltz et son épouse Katarina, elle comporte huit étages. Rübenach est un territoire de la région de Coblence acquis par les Eltz du Lion d'Argent au XIIIe siècle.
La salle d'armes : à l'origine salle de réception de la maison Rübenach, on y conserve, depuis le XIXe siècle une collection d'armes anciennes : arquebuses, hallebardes, canon, fusils... dont les plus anciennes datent du siège de 1333.
La salle de séjour des Rübenach est typiquement une salle de séjour d'un châtelain au XVIe siècle avec son plafond à solives, sa grande cheminée et ses tapisseries flamandes. Elle est décorée de panneaux peints, en bois. Une peinture de Lucas Cranach l'Ancien représente la « Madone à la grappe de raisin ».
La chambre à coucher des Rübenach était la chambre principale de la maison pendant des siècles. L'encorbellement contient une petite chapelle. Cette chambre possède une des 20 latrines du château.
La maison Rodenhof comporte dix étages et fut construite en 1470 par Philippe d'Eltz. Elle doit son nom aux terres que la famille possédait en Lorraine.
La salle des Princes-électeurs : deux membres de la famille Eltz sont devenus princes-électeurs : Jakob III, archevêque de Trèves (1567-1581) et Philippe-Karl, archevêque de Mayence.
La salle des Chevaliers était la salle des fêtes du château, utilisée lors des réunions familiales. On y expose aujourd'hui des armes et des armures dont une, très imposante, date de l'époque de Maximilien Ier du Saint-Empire.
La chambre des comtesses était probablement de la chambre des enfants de la famille. Le lit exposé (1525) est un des plus anciens conservés en Allemagne.
La salle des bannières fut utilisée pendant des siècles comme salle à manger mais un certain nombre d'indices (son orientation, la disposition de l'encorbellement) font penser qu'il s'agit à l'origine d'une chapelle.
La cuisine fut construite au début du XVIe siècle et a été conservée dans son état initial, à peu de chose près.
La salle du trésor présente quelque 500 objets : orfèvrerie, argenterie, bijoux, sculptures sur ivoire, armes, etc.

## Galerie

vues extérieures
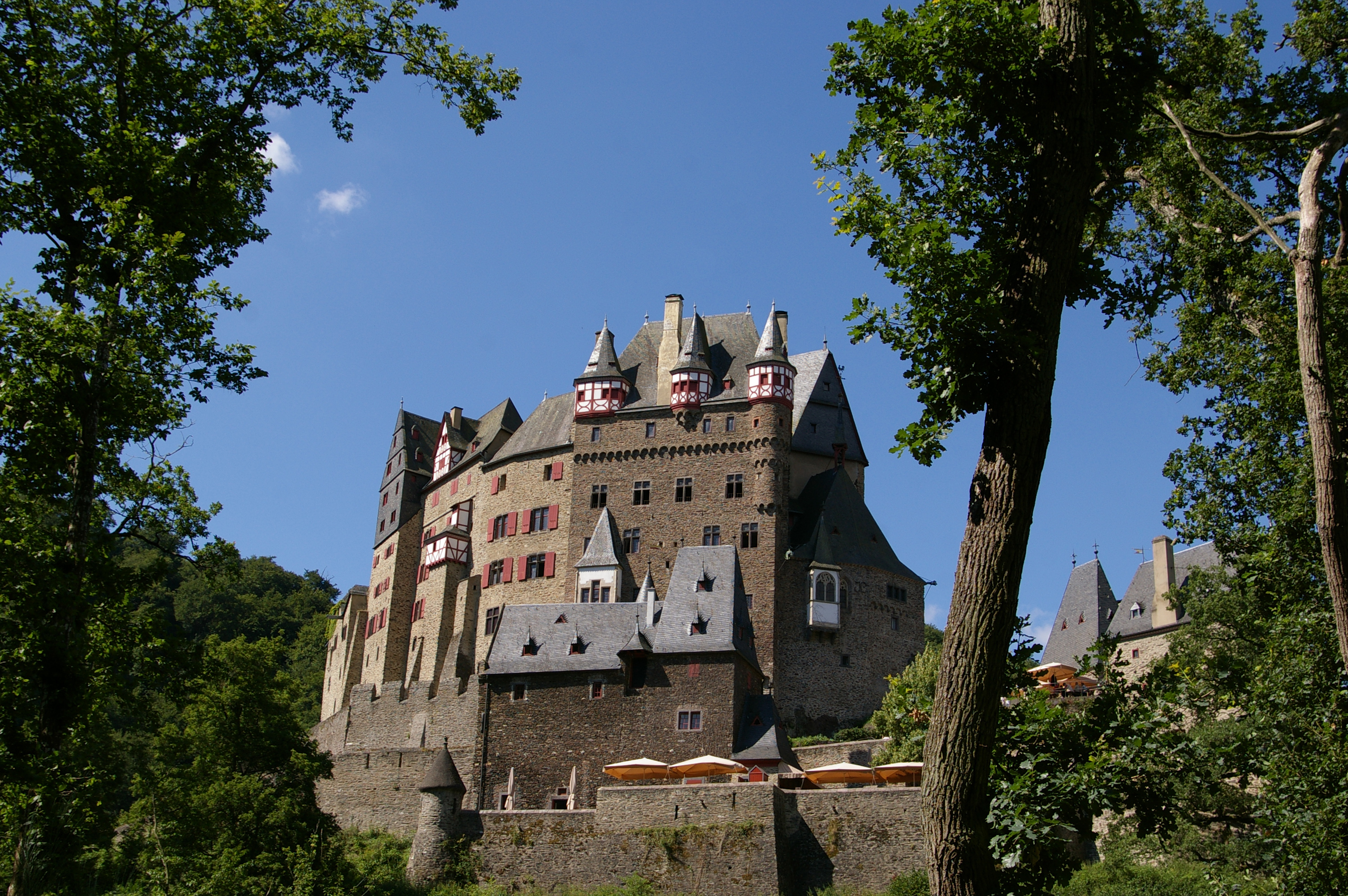
Vue de la vallée
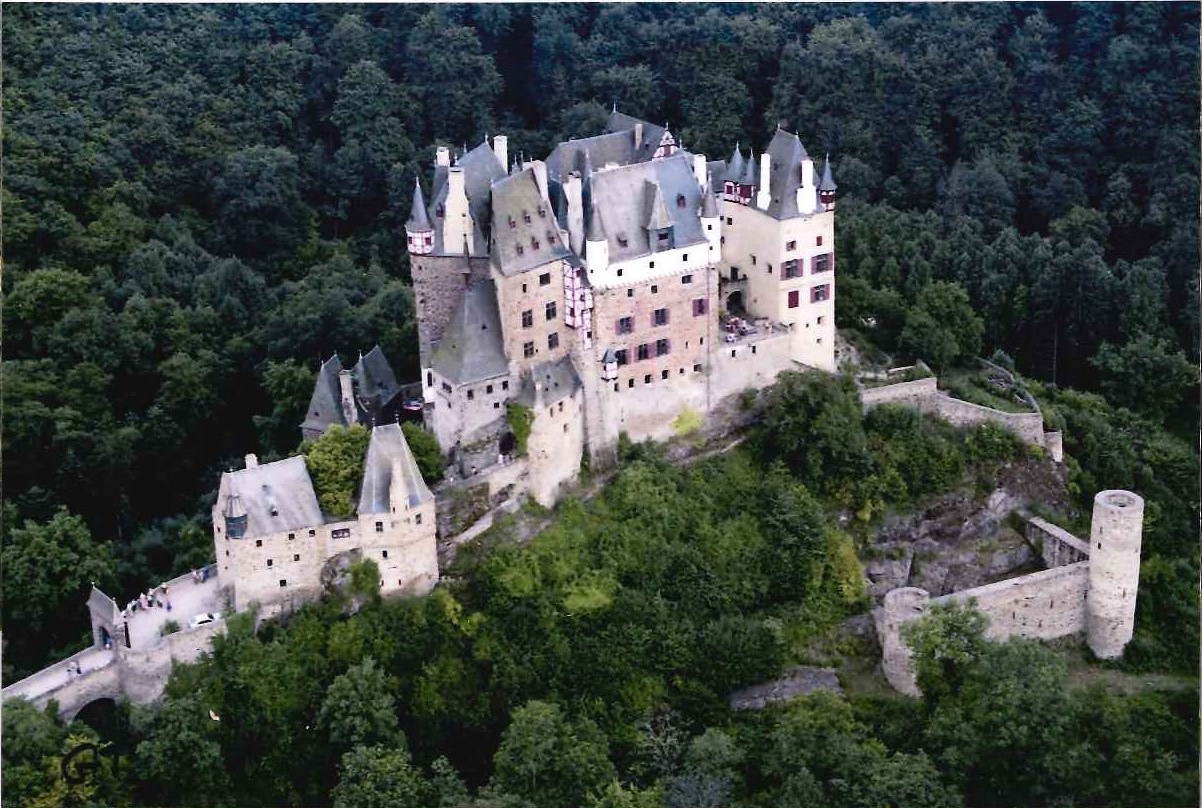
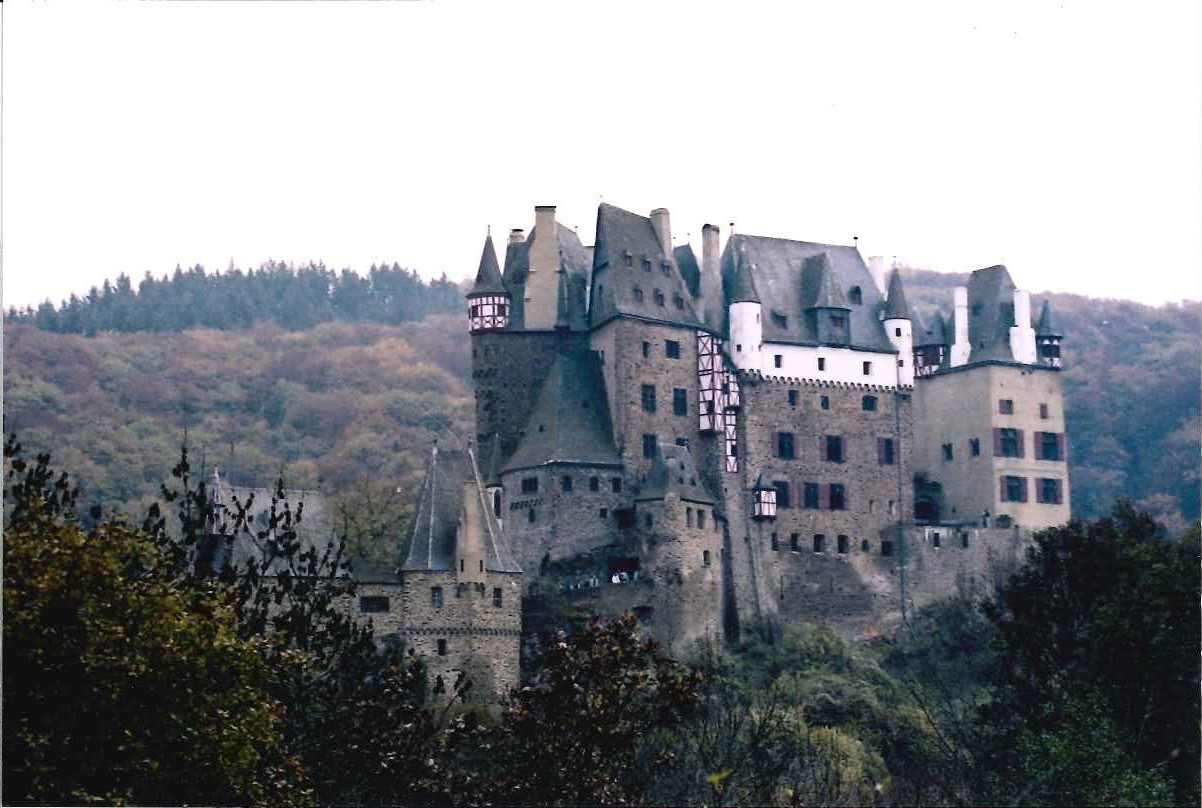
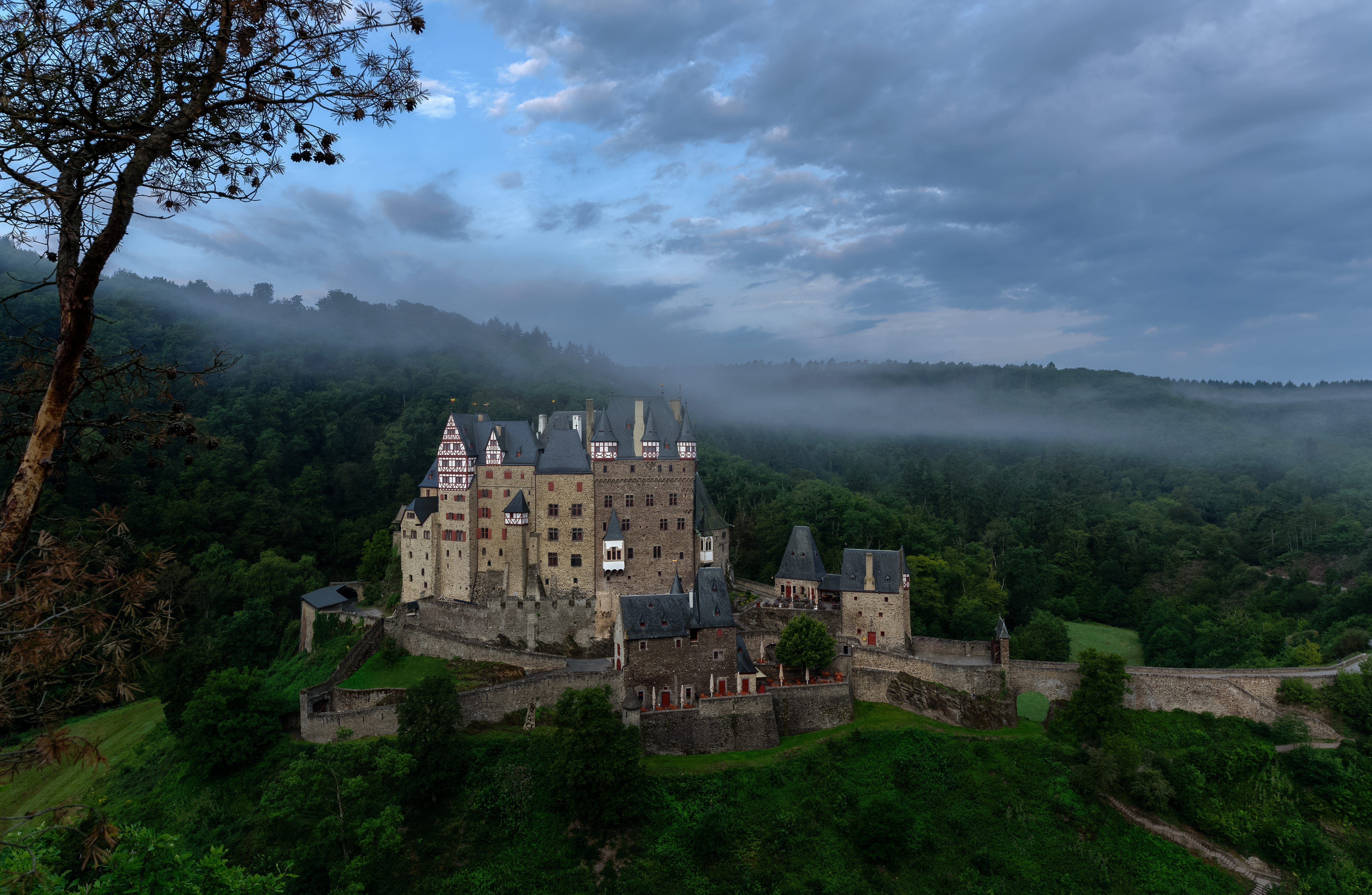
Le château d'Elz au matin du 25 août 2017.

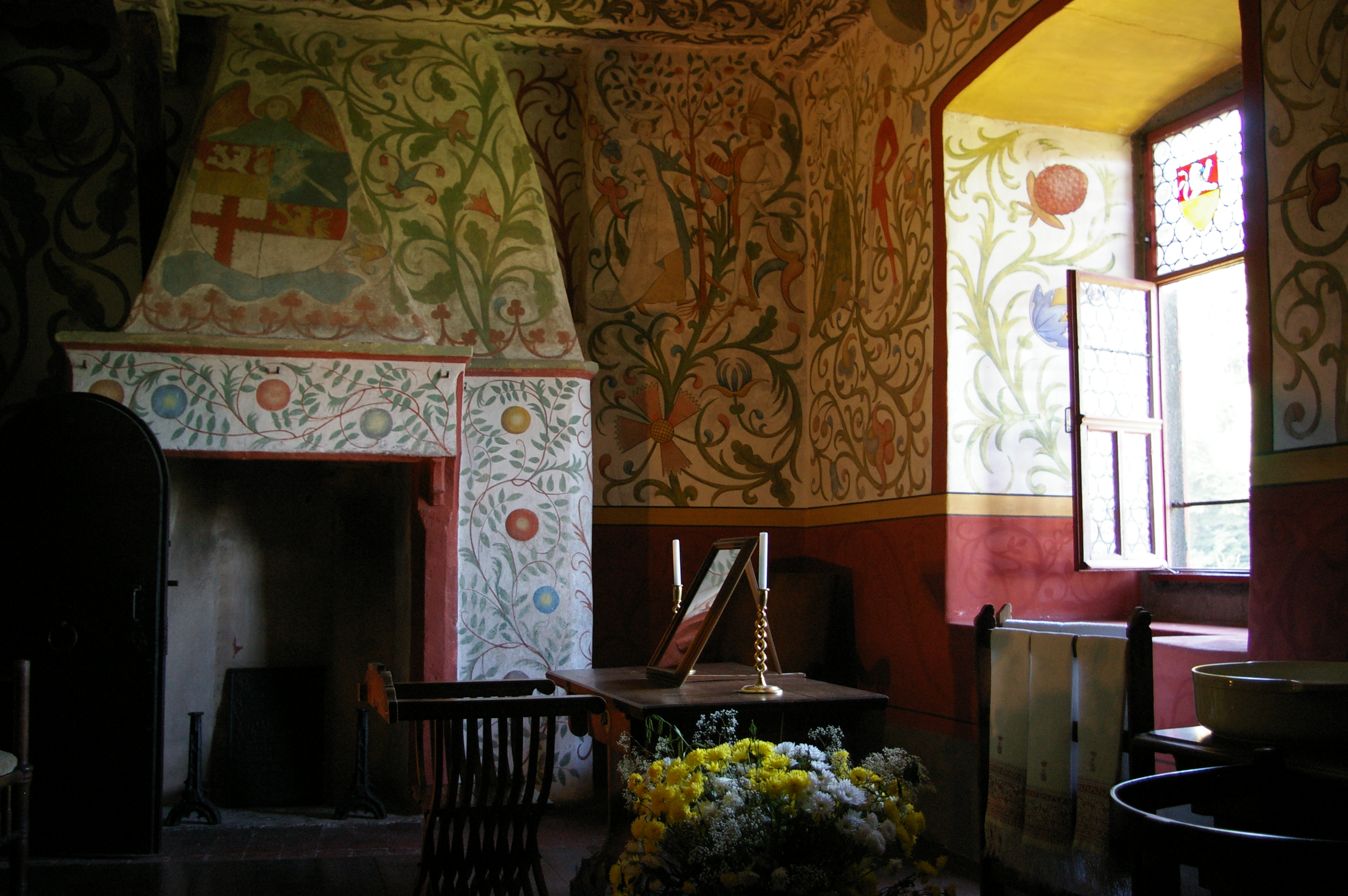
Chambre
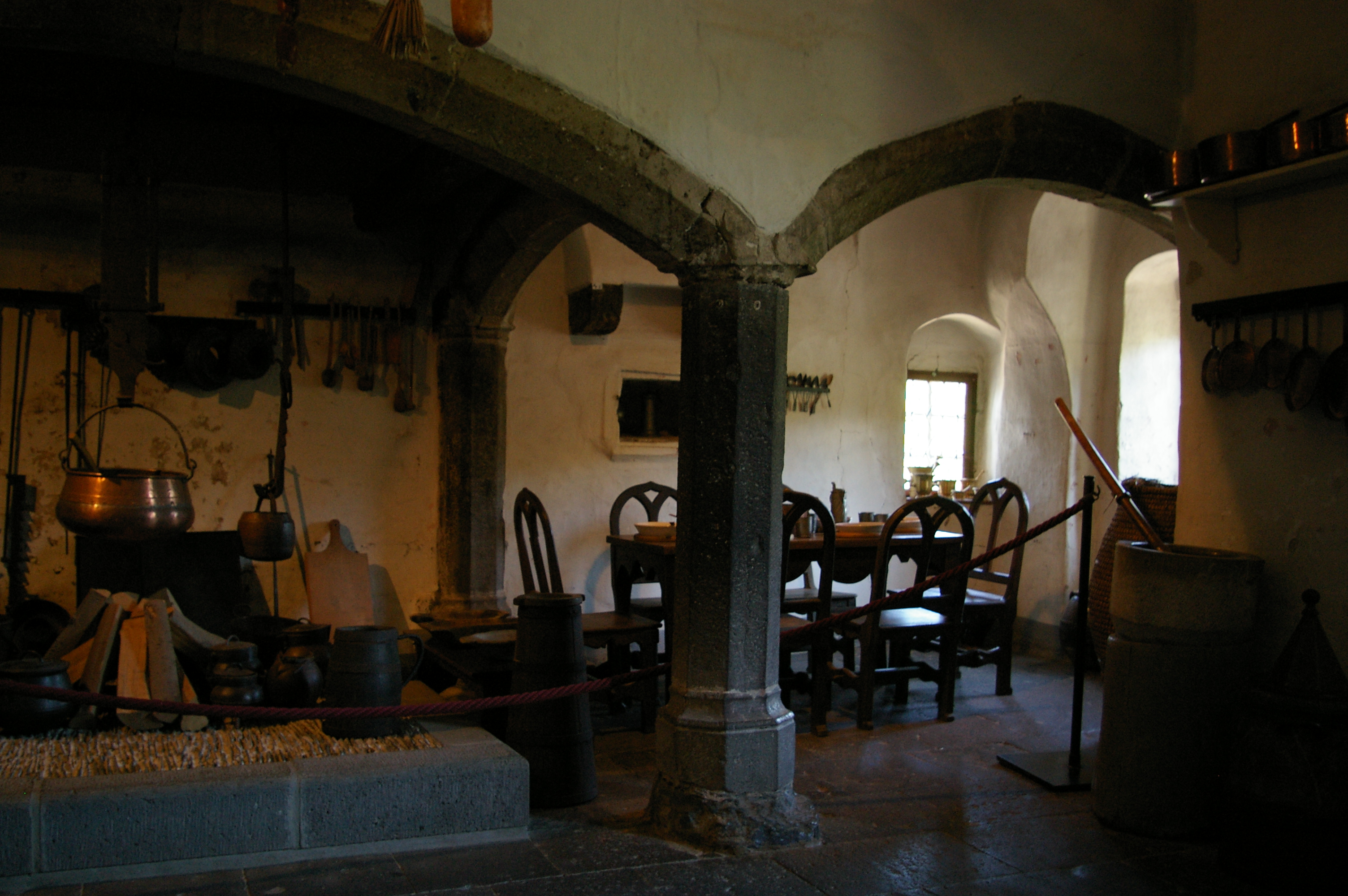
Cuisine
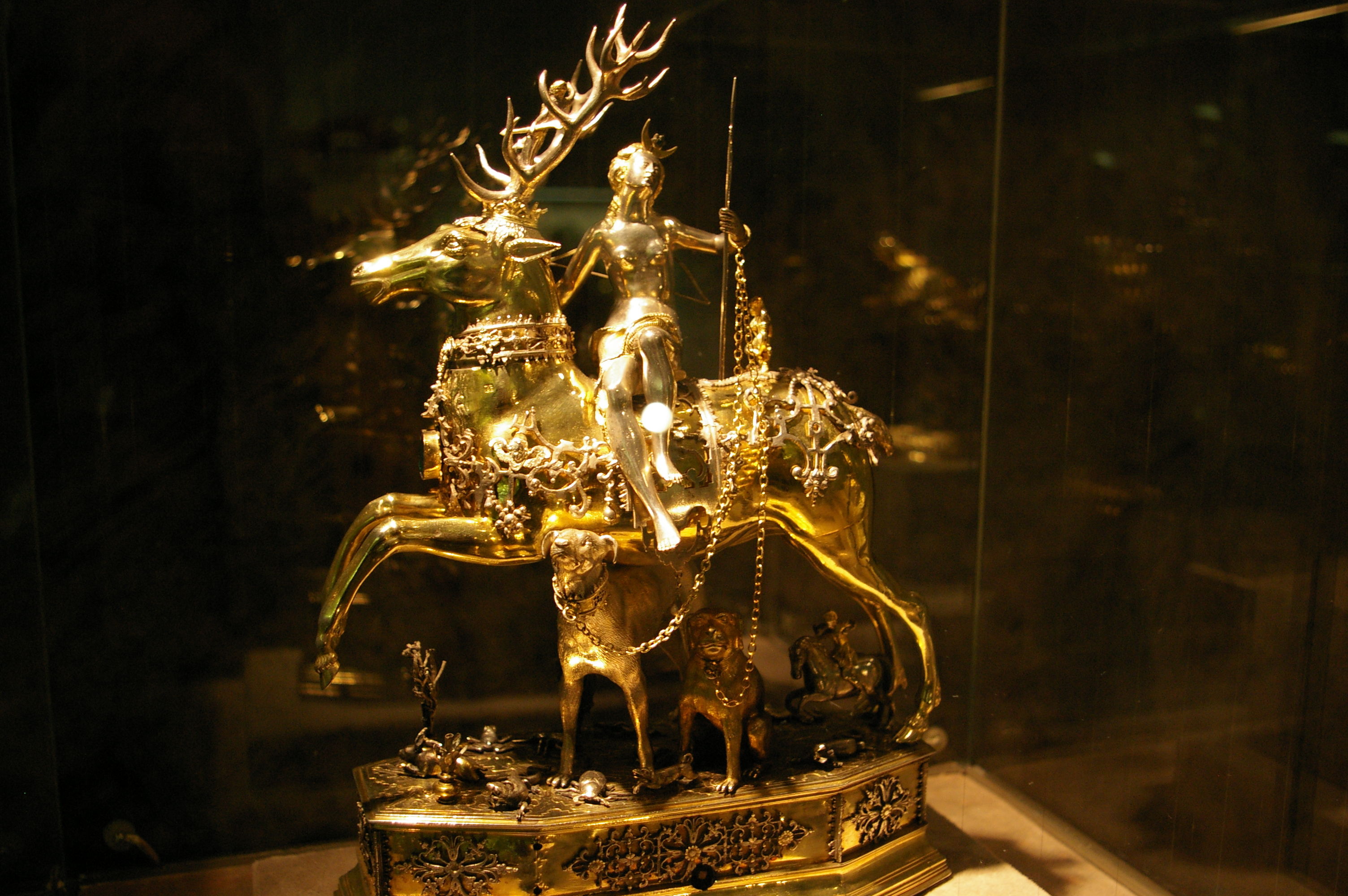
Dans la « salle du trésor »

## Divers
- En 1984, l'auteur de bande dessinée Roger Leloup situe l'action initiale de son album Le Feu de Wotan au château d'Eltz.
- Le château est représenté dans un milieu urbain dans le jeu vidéo World of Tanks sur la carte Himmelsdorf[2].
- Les extérieurs du film La Neuvième Configuration, sorti en 1980, ont été tournés au château d'Eltz bien que le film soit censé se dérouler aux États-Unis. Dans le scénario, il est dit que c'est une riche américaine qui l'a fait reconstituer à cet endroit après la Seconde Guerre mondiale.